# Universitas Singaperbangsa Karawang
Universitas Singaperbangsa Karawang – indonezyjska uczelnia publiczna w Karawang (prowincja Jawa Zachodnia). Została założona w 1965 roku jako Perguruan Tinggi Pangkal Perjuangan; od 1982 roku funkcjonuje jako uniwersytet. Status uczelni państwowej otrzymała w 2014 roku.